# Cantón de Saint-Didier-en-Velay
El cantón de Saint-Didier-en-Velay era una división administrativa francesa, que estaba situada en el departamento de Alto Loira y la región de Auvernia.

## Composición
El cantón estaba formado por siete comunas:
- La Séauve-sur-Semène
- Pont-Salomon
- Saint-Didier-en-Velay
- Saint-Ferréol-d'Auroure
- Saint-Just-Malmont
- Saint-Romain-Lachalm
- Saint-Victor-Malescours

## Supresión del cantón de Saint-Didier-en-Velay
En aplicación del Decreto nº 2014-162 de 17 de febrero de 2014, el cantón de Saint-Didier-en-Velay fue suprimido el 22 de marzo de 2015 y sus 7 comunas pasaron a formar parte; tres del nuevo cantón de Aurec-sur-Loire, tres del nuevo cantón de los Dos Ríos y Valles y una del nuevo cantón de Boutières.